# 楊成喬
楊成喬（？—1619年），字維嶽，號如椿，南直隶寧國府当涂县人，明朝政治人物。

## 生平
万历二十五年（1597年）丁酉科應天乡试舉人，二十九年（1601年）辛丑科進士，禮部觀政，授知新興縣，依月頭良法行之，禁黜役再充除。清軍常例，免人命株連，豁賊情攀害。建塔修橋，課士賑貧，不一而足。尤精藻鑑，鼎元黄士俊與倫肇修、黄圣期，皆其所賞拔也。三十七年擢南京户部主事，三十八年補北户部河南司主事，三十九年监兑湖廣，本年升员外郎，四十年升本部山東司郎中。四十二年轉兵部武库司郎中，四十六年調職方司郎中，籌畫邊務，悉中機宜，次年患病告歸卒。

## 家族
曾祖楊實。祖父楊芃，寿官、乡宾。父楊墀，主簿。
子杨芝瑞，崇祯時由舉人令慶元，据险设守，击败賊兵，遷武定知州。孫楊世學，順治丁亥進士。